# Iweta Rajlich
Iweta Rajlich née Radziewicz est une joueuse d'échecs polonaise née le 16 mars 1981 à Varsovie.
Au 1er janvier 2017, Iweta Rajlich est la cinquième joueuse polonaise avec un classement Elo de 2 385 points.

## Biographie et carrière
Maître international (titre mixte) depuis 2002, elle a remporté le championnat de Pologne féminin à sept reprises (en 1999, 2000, 2002, 2005, 2007, 2009 et 2012). En 2000, elle battit Subbaraman Meenakshi au premier tour du championnat du monde d'échecs féminin puis perdit au deuxième tour face à Nana Dzagnidzé.

## Compétitions par équipe
Avec la Pologne, elle a remporté le championnat d'Europe par équipe en 2005 (elle jouait au premier échiquier) et la médaille de bronze par équipe lors de l'olympiade d'échecs de 2002.

## Vie privée
Iweta Rajlich est mariée depuis 2006 à Vasik Rajlich, créateur du logiciel Rybka.